# Calamagrostis canescens
Calamagrostis canescens es una especie de planta herbácea de la familia de las poáceas. Se distribuye por Europa y oeste de Siberia.

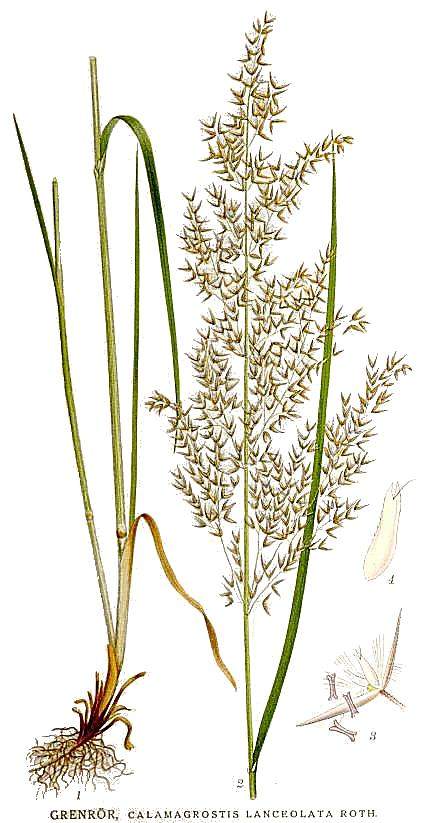
Ilustración

## Descripción
Es una hierba perennifolia de la marisma con forma de caña que alcanza una altura de 60 a 120 (150) centímetros. La planta es de color verde brillante se desarrolla en las poblaciones densas formando largos corredores subterráneos. Los tallos de mantenerse en pie, están por debajo de la panícula a menudo áspera. Con ejemplares vigorosos de caña que se encuentra en la parte baja con nodos ramificados. Cada una tiene de tres a cinco (o seis) nodos. La lígula es de 2 a 3 (de 5) mm de largo, glabra. estrecha y recortada en la parte superior El limbo de la hoja es de 40 centímetros de largo y 3 a 6 (hasta 8) mm de ancho. Es plano o laminado. En ambos lados y en el borde de la superficie de la hoja es áspera. La parte inferior es brillante. La inflorescencia es una panícula de (5 a) 10 a 25 centímetros de altura y de 3 a 6 pulgadas. En el momento de la floración de la borla se extienden hacia fuera y es blanda, en parte sobresaliente. Las glumas son sólo ligeramente desiguales, la parte inferior es ligeramente más larga que la superior. Miden 4,5 a 6 mm de largo y son lanceoladas de forma aguda. El período de floración se extiende de junio a agosto.

## Taxonomía
Calamagrostis canescens fue descrita por (Weber ex F.H. Wigg.) Roth y publicado en Tentamen Florae Germanicae 2(1): 93. 1789.
Citología;
Tiene un número de cromosomas de 2n = 28
Etimología
Ver: Calamagrostis
canescens: epíteto latino que significa "canoso".
Sinonimia
- Lista de sinónimos de Calamagrostis canescens[3]